# More humor
『more humor』（モア・ユーモア）は、2019年5月22日にワーナーミュージック・ジャパンよりリリースされたパスピエのメジャー5枚目のフルアルバム。

## 概要
前作『ネオンと虎』以来、約1年ぶりの作品。
カムフラージュツアー終了後の2018年8月頃から2019年1月にかけて成田が90以上のデモを制作し、厳選した10曲をメンバーで仕上げて3月に完成した。
「R138」は「アールいちさんぱ」と読む。大胡田の地元静岡県御殿場市を通る国道138号に由来。
「BTB」は2018年10月開催の「パスピエ 野音ワンマンライブ “印象H”」にて未発表曲として先行披露された。

## 収録曲
| 全作詞: 大胡田なつき、全作曲: 成田ハネダ、全編曲: パスピエ。 |                    |              |            |      |
| #                                                            | タイトル           | 作詞         | 作曲・編曲 | 時間 |
| 1.                                                           | 「グラフィティー」 | 大胡田なつき | 成田ハネダ | 3:50 |
| 2.                                                           | 「ONE」            | 大胡田なつき | 成田ハネダ | 3:18 |
| 3.                                                           | 「resonance」      | 大胡田なつき | 成田ハネダ | 4:05 |
| 4.                                                           | 「煙」             | 大胡田なつき | 成田ハネダ | 4:07 |
| 5.                                                           | 「R138」           | 大胡田なつき | 成田ハネダ | 3:22 |
| 6.                                                           | 「だ」             | 大胡田なつき | 成田ハネダ | 3:52 |
| 7.                                                           | 「waltz」          | 大胡田なつき | 成田ハネダ | 4:39 |
| 8.                                                           | 「ユモレスク」     | 大胡田なつき | 成田ハネダ | 3:42 |
| 9.                                                           | 「BTB」            | 大胡田なつき | 成田ハネダ | 3:44 |
| 10.                                                          | 「始まりはいつも」 | 大胡田なつき | 成田ハネダ | 4:27 |
| 合計時間:                                                    | 合計時間:          | 39:06        |            |      |

## 特典DVD
初回限定盤とP.S.P.E盤に付属。「2018年10月6日 パスピエ 野音ワンマンライブ “印象H” at 日比谷野外大音楽堂」の一部を収録。
| 全作曲: 成田ハネダ、全編曲: パスピエ。 |                              |                          |            |
| #                                      | タイトル                     | 作詞                     | 作曲・編曲 |
| 1.                                     | 「素顔」                     | 大胡田なつき、成田ハネダ | 成田ハネダ |
| 2.                                     | 「ネオンと虎」               | 大胡田なつき             | 成田ハネダ |
| 3.                                     | 「トロイメライ」             | 大胡田なつき             | 成田ハネダ |
| 4.                                     | 「(dis)communication」       | 大胡田なつき、成田ハネダ | 成田ハネダ |
| 5.                                     | 「脳内戦争」                 | 大胡田なつき             | 成田ハネダ |
| 6.                                     | 「マッカメッカ」             | 大胡田なつき             | 成田ハネダ |
| 7.                                     | 「ON THE AIR」               | 大胡田なつき             | 成田ハネダ |
| 8.                                     | 「MATATABISTEP」             | 大胡田なつき             | 成田ハネダ |
| 9.                                     | 「最終電車」                 | 大胡田なつき             | 成田ハネダ |
| 10.                                    | 「S.S」                      | 大胡田なつき             | 成田ハネダ |
| 11.                                    | 「正しいままではいられない」 | 大胡田なつき、成田ハネダ | 成田ハネダ |

## クレジット
- 大胡田なつき：ボーカル
- 成田ハネダ：キーボード
- 三澤勝洸：ギター
- 露崎義邦：ベース
- 佐藤謙介：ドラムス